# Belastingpacht
 Belastingpacht is een systeem waarbij belasting niet wordt opgehaald door de overheid, maar door een particulier die het recht om de belasting te innen heeft gepacht. In de Republiek der Zeven Verenigde Nederlanden was dit bijvoorbeeld lange tijd gebruikelijk, met name voor de indirecte belastingen. Ieder jaar verwierf de meestbiedende het recht om bepaalde belastingen te innen; hij betaalde hier een pachtsom voor aan de overheid, en alles wat hij meer ophaalde was voor de belastingpachter zelf. De redenatie achter dit systeem was, dat met het uitbesteden van de belastingheffing plaatselijke overheden minder invloed op het innen konden uitoefenen. Ook zou een pachter nauwgezetter de belastingen innen, omdat hij hier persoonlijk voordeel bij zou hebben.
In de praktijk was er echter veel ontevredenheid over de belastingpachters, met name bij de gewone man. Na het pachtersoproer van 1748 werd in de Republiek het systeem dan ook grotendeels afgeschaft. Voortaan werd de belasting binnengehaald via de zogenaamde Collecte, die erop neerkwam dat de overheid belastinggaarders aanstelde en controleerde. In Frankrijk bleef belastingpacht tot de Franse Revolutie. De scheikundige Antoine Lavoisier werd als belastingpachter tijdens die revolutie onder de guillotine gebracht.